# Campeonato Asiático de Atletismo de 2015 - 200 m masculino
A prova dos 200 metros masculino do Campeonato Asiático de Atletismo de 2015 foi disputada entre os dias 6 e 7 de junho de 2015 no Wuhan Stadium em Wuhan, na China. 

## Recordes
Antes desta competição, os recordes mundiais e do campeonato nesta prova eram os seguintes:
|                       | Nome                           | Nacionalidade       | Tempo  | Local        | Data                    |
| --------------------- | ------------------------------ | ------------------- | ------ | ------------ | ----------------------- |
| Recorde mundial       | Usain Bolt                     | Jamaica             | 19s 19 | Berlim       | 20 de agosto de 2009    |
| Recorde do campeonato | Jang Jae-KeunFemi Seun Ogunode | Coreia do Sul Catar | 20s 41 | Jacarta Kobe | 198510 de julho de 2011 |
| Recorde asiático      | Shingo Suetsugu                | Japão               | 20s 03 | Yokohama     | 7 de junho de 2003      |

Os seguintes recordes foram estabelecidos durante esta competição:
| Data       | Evento    | Atleta            | Nacionalidade | Tempo  | Notas                 |
| ---------- | --------- | ----------------- | ------------- | ------ | --------------------- |
| 6 de junho | Semifinal | Femi Seun Ogunode | Catar         | 20s 28 | Recorde do campeonato |

## Medalhistas
| Ouro                    | Prata                           | Bronze                |
| Femi Seun Ogunode (QAT) | Fahhad Mohammed Al-Subaie (KAZ) | Dharambir Singh (IND) |

## Cronograma
Todos os horários são locais (UTC+8)
| Data       | Hora  | Evento    |
| ---------- | ----- | --------- |
| 6 de junho | 09:40 | Bateria   |
| 6 de junho | 16:00 | Semifinal |
| 7 de junho | 14:50 | Final     |

## Resultados

### Bateria
Qualificação: 4 atletas de cada bateria  (Q) mais os  4 melhores qualificados (q). 
| Posição | Bateria | Atleta                    | Nacionalidade  | Tempo | Notas |
| ------- | ------- | ------------------------- | -------------- | ----- | ----- |
| 1       | 4       | Femi Seun Ogunode         | Catar          | 20.51 | Q     |
| 2       | 5       | Fahhad Mohammed Al-Subaie | Arábia Saudita | 20.97 | Q     |
| 3       | 4       | Tang Xingqiang            | China          | 20.99 | Q     |
| 4       | 4       | Yang Chun-Han             | Taipé Chinesa  | 20.99 | Q     |
| 5       | 1       | Shōta Hara                | Japão          | 21.05 | Q     |
| 6       | 3       | Reza Ghasemi              | Irão           | 21.13 | Q     |
| 6       | 4       | Sajjad Hashemi            | Irão           | 21.13 | Q     |
| 8       | 1       | Dharmbir Singh            | Índia          | 21.16 | Q     |
| 9       | 1       | Samuel Francis            | Catar          | 21.18 | Q     |
| 10      | 1       | Khalid Al-Ghailani        | Omã            | 21.18 | Q     |
| 11      | 2       | Kotaro Taniguchi          | Japão          | 21.19 | Q     |
| 12      | 5       | Hassan Saaid              | Maldivas       | 21.26 | Q     |
| 13      | 2       | Bie Ge                    | China          | 21.31 | Q     |
| 14      | 3       | Mohammed Jumaai           | Iraque         | 21.38 | Q     |
| 15      | 5       | Liaqat Ali                | Paquistão      | 21.46 | Q     |
| 16      | 3       | Pan Xinyue                | China          | 21.47 | Q     |
| 17      | 2       | Ng Ka Fung                | Hong Kong      | 21.48 | Q     |
| 18      | 3       | Wang Wen-Tang             | Taipé Chinesa  | 21.55 | Q     |
| 19      | 1       | Tang Yik Chun             | Hong Kong      | 21.59 | q     |
| 19      | 5       | Vinoj Muthumuni           | Sri Lanka      | 21.59 | Q     |
| 21      | 3       | Barakat Al-Harthi         | Omã            | 21.68 | q     |
| 22      | 4       | Bandar Atiyah Kaabi       | Arábia Saudita | 21.78 | q     |
| 23      | 2       | Aleksander Pronzhenko     | Tajiquistão    | 21.79 | Q     |
| 24      | 1       | Choi Min-suk              | Coreia do Sul  | 21.80 | q     |
| 25      | 1       | Davron Atabaev            | Tajiquistão    | 21.85 |       |
| 26      | 4       | Battulgyn Achitbileg      | Mongólia       | 22.09 |       |
| 27      | 3       | Noureddine Hadid          | Líbano         | 22.15 |       |
| 28      | 5       | Aasish Chaudhary          | Nepal          | 22.25 |       |
| 29      | 2       | Tang Cho Hin              | Macau          | 22.37 |       |
| 30      | 3       | Nguyen Ngoc An            | Vietname       | 22.52 |       |
| 30      | 5       | Ganboldyn Shijirbaatar    | Mongólia       | 22.52 |       |
| 32      | 2       | Masbah Ahmmed             | Bangladesh     | 22.80 |       |
| 33      | 4       | Nujoom Hassan             | Maldivas       | 23.02 |       |
| 34      | 2       | Pen Sokong                | Camboja        | 23.05 |       |

### Semifinal
Qualificação: 2 atletas de cada bateria  (Q) mais os  2 melhores qualificados (q).
| Posição | Bateria | Atleta                    | Nacionalidade  | Tempo | Notas            |
| ------- | ------- | ------------------------- | -------------- | ----- | ---------------- |
| 1       | 2       | Femi Seun Ogunode         | Catar          | 20.28 | Q,               |
| 2       | 1       | Fahhad Mohammed Al-Subaie | Arábia Saudita | 20.60 | Q                |
| 3       | 1       | Dharmbir Singh            | Índia          | 20.87 | Q                |
| 3       | 2       | Kotaro Taniguchi          | Japão          | 20.87 | Q                |
| 5       | 3       | Reza Ghasemi              | Irão           | 20.90 | Q                |
| 6       | 2       | Yang Chun-Han             | Taipé Chinesa  | 20.92 | q                |
| 7       | 2       | Khalid Al-Ghailani        | Omã            | 20.95 | q                |
| 8       | 1       | Sajjad Hashemi            | Irão           | 20.96 |                  |
| 8       | 3       | Shōta Hara                | Japão          | 20.96 | Q                |
| 10      | 3       | Bie Ge                    | China          | 21.05 |                  |
| 11      | 1       | Tang Xingqiang            | China          | 21.06 |                  |
| 12      | 1       | Samuel Francis            | Catar          | 21.10 |                  |
| 13      | 2       | Pan Xinyue                | China          | 21.13 |                  |
| 14      | 2       | Hassan Saaid              | Maldivas       | 21.19 | Recorde nacional |
| 15      | 3       | Mohammed Jumaai           | Iraque         | 21.21 |                  |
| 16      | 3       | Ng Ka Fung                | Hong Kong      | 21.24 |                  |
| 17      | 3       | Wang Wen-Tang             | Taipé Chinesa  | 21.31 |                  |
| 18      | 1       | Liaqat Ali                | Paquistão      | 21.43 |                  |
| 19      | 2       | Tang Yik Chun             | Hong Kong      | 21.54 |                  |
| 20      | 1       | Vinoj Muthumuni           | Sri Lanka      | 21.57 |                  |
| 21      | 2       | Aleksander Pronzhenko     | Tajiquistão    | 21.68 |                  |
| 22      | 1       | Choi Min-suk              | Coreia do Sul  | 21.74 |                  |
| 23      | 3       | Bandar Atiyah Kaabi       | Arábia Saudita | 21.92 |                  |
| 24      | 3       | Barakat Al-Harthi         | Omã            | DNS   |                  |

### Final
A final da prova ocorreu dia 7 de junho às 14:50.
| Posição           | Raia | Atleta                    | Nacionalidade  | Resultados | Notas |
| ----------------- | ---- | ------------------------- | -------------- | ---------- | ----- |
| Medalha de ouro   | 3    | Femi Seun Ogunode         | Catar          | 20.32      |       |
| Medalha de prata  | 6    | Fahhad Mohammed Al-Subaie | Arábia Saudita | 20.63      |       |
| Medalha de bronze | 5    | Dharmbir Singh            | Índia          | 20.66      |       |
| 4                 | 7    | Kotaro Taniguchi          | Japão          | 20.69      |       |
| 5                 | 1    | Yang Chun-Han             | Taipé Chinesa  | 20.96      |       |
| 6                 | 4    | Reza Ghasemi              | Irão           | 21.08      |       |
| 7                 | 8    | Shōta Hara                | Japão          | 21.16      |       |
| 8                 | 2    | Khalid Al-Ghailani        | Omã            | 21.34      |       |

Legenda
| Recorde mundial       | Recorde mundial (World record)               |                       | Recorde africano                      | Recorde africano (African) |                                           | Q | Classificado por posição (Qualified) |
| Recorde do campeonato | Recorde do campeonato (Championship record)  | Recorde da América    | Recorde da América (Americas)         | q                          | Classificado por melhor tempo (Qualified) |   |                                      |
| Melhor marca do ano   | Melhor marca do ano (World leading)          | Recorde asiático      | Recorde asiático (Asian)              | DNS                        | Não largou (Did not start)                |   |                                      |
| Recorde nacional      | Recorde nacional (National record)           | Recorde europeu       | Recorde europeu (European)            | DNF                        | Não terminou (Did not finish)             |   |                                      |
| Recorde pessoal       | Recorde pessoal do atleta (Personal best)    | Recorde da Oceania    | Recorde da Oceania (Oceania)          | DSQ / DQ                   | Desclassificado (Disqualified)            |   |                                      |
| Recorde da temporada  | Recorde da temporada do atleta (Season best) | Recorde sul-americano | Recorde sul-americano (South America) | NM                         | Sem marca (No mark)                       |   |                                      |